# Ісаченко Ігор Володимирович
І́гор Володи́мирович Ісаче́нко — підполковник ЗСУ, командир 107 ОБрТрО (з 2024).

## Життєпис
Народився в родині військових. До десяти років жив у військовому містечку в Німеччині, а у 1990 році повернувся в Україну. Згодом вступив до військового училища.
З 2015 року служив у добробаті «Київська Русь». Потім був заступником командира батальйону у 54-й механізованій бригаді.
У 2019 році звільнився зі служби й пішов на пенсію. Жив у Бахмуті, вів там бізнес — мав будівельну компанію.
Під час повномасштабного вторгнення родину вивіз у безпечне місце. Тоді у Київській області натрапив на колону російських військових. Разом з іншими чоловіками зміг відібрати у них бойову машину, однак потрапив у засідку. Отримав травму й деякий час проходив лікування. Коли одужав, знову призвався на військову службу.
Ісаченка направили служити у 109-ту бригаду тероборони з Донеччини. У складі одного з батальйонів воював на Луганському напрямку, а також поблизу Мар'їнки та Красногорівки.
2023 року став заступником командира 109-ї бригади.
9 березня 2024 року призначений командиром 107-ї бригади територівльної оборони.